# Cunjica
Cunjica ili cimjica, (lat. Hypecoum), rod jednogodišnjeg raslinja iz porodice makovki (Papaveraceae). Postoji 16 priznatih vrsta raširenih od toplih umjerenih krajeva Mediterana, na istok do Sibira i Kine.
U Hrvatskoj raste jedna vrsta H. pendulum, viseća cunjica.

## Vrste
1. Hypecoum aegyptiacum (Forssk.) Asch. & Schweinf.
2. Hypecoum aequilobum Viv.
3. Hypecoum angustilobum Å.E.Dahl
4. Hypecoum dimidiatum Delile
5. Hypecoum duriaei Pomel
6. Hypecoum erectum L.
7. Hypecoum imberbe Sm.
8. Hypecoum lactiflorum (Kar. & Kir.) Pazij
9. Hypecoum leptocarpum Hook.f. & Thomson
10. Hypecoum littorale Wulfen
11. Hypecoum pendulum L.
12. Hypecoum procumbens L.
13. Hypecoum pseudograndiflorum Petrovic
14. Hypecoum torulosum Å.E.Dahl
15. Hypecoum trullatum Å.E.Dahl
16. Hypecoum zhukanum Lidén